# モッ
モッは朝鮮の美意識である。明確な定義はないが、規格からの逸脱、変化、流動、律動、曲線美、歪形、奇抜、諧謔、遊興などであり、朝鮮の固有文化を象徴する価値観を表す。